# نیروگاه بار پایه

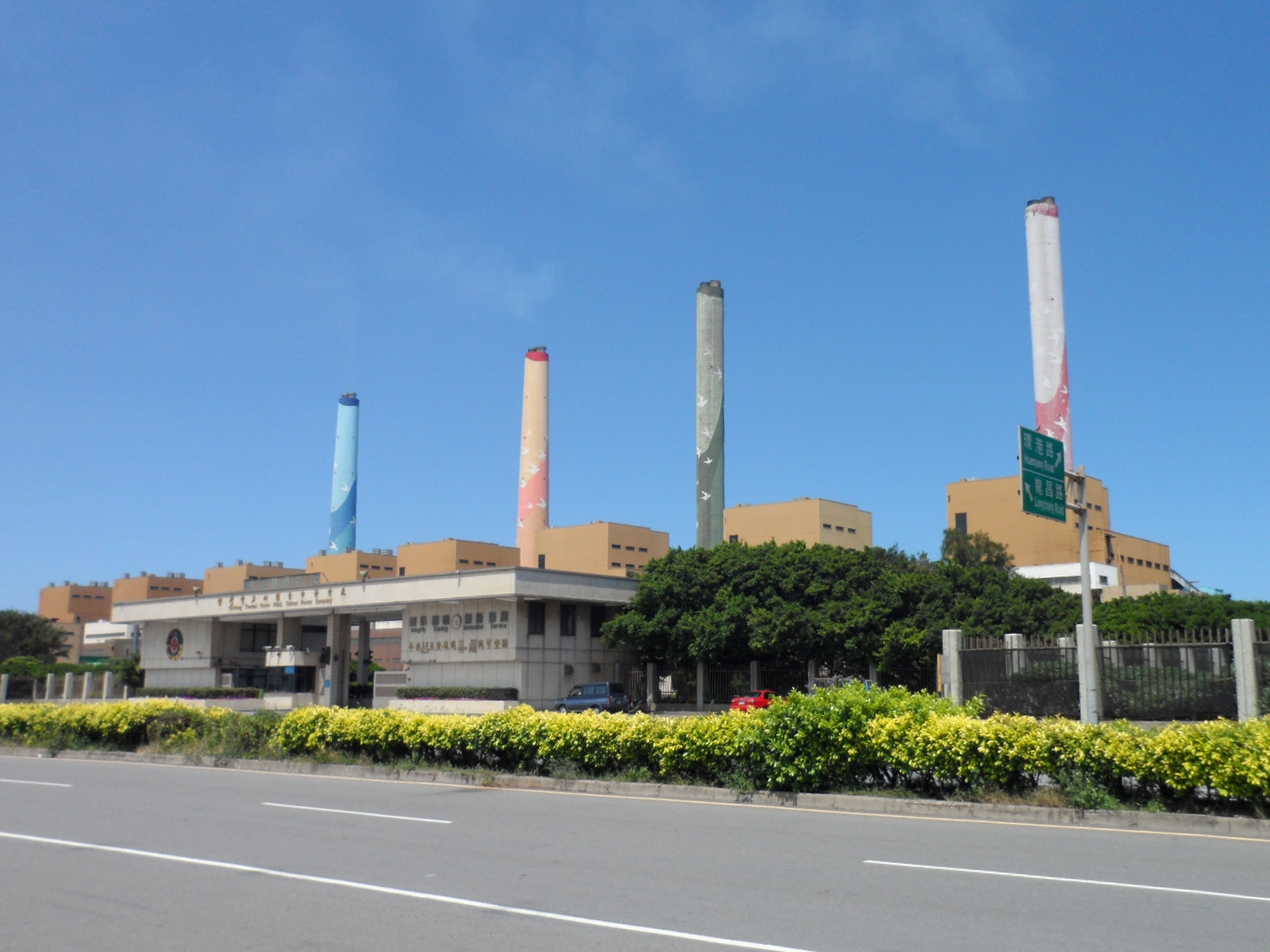
یک نیروگاه بار پایه در تایوان.

نیروگاه‌های بار پایه، نیروگاه‌هایی هستند که به طور پیوسته حداقل توان الکتریکی مورد نیاز شبکه را تأمین می‌کنند. این مقدار حداقل میزان تقاضای شبکه برق در ۲۴ ساعت است.

## توضیح
نیروگاه‌های بار پایه برای تأمین حداقل تقاضای مصرف با توجه به نوع نیروگاه، تعداد واحدهای نیروگاهی، مصرف سوخت، هزینه‌های عملیات و... عموماً به گونه‌ای تنظیم می‌شوند که با حداقل هزینه بتوانند پاسخگوی تولید توان مورد نیاز باشند.
این نیروگاه‌ها در آمریکا غالباً از نوع نیروگاه اتمی یا نیروگاه سوخت فسیلی هستند ولی در ایران از نیروگاه‌های حرارتی و نیروگاه چرخه ترکیبی استفاده می‌شود.
از ویژگی‌های نیروگاه‌های سیکل ترکیبی می‌توان به زمان راه‌اندازی و قطع زیاد (حدود ۸ ساعت تا حتی بیش از یک روز) اشاره کرد.